# ياسونوري ميتسودا
ياسونوري ميتسودا (光田康典 ميتسودا ياسونوري) هو ملحن ياباني ولد في 21 يناير 1972 في شونان، ياماغوتشي.

## أعماله في الأنمي

### مسلسلات أنمي تلفزيونية
- أبطال الكرة
- بوغيورو
- الخادم الأسود Book of Circus
- أوتا كوي (بالتعاون مع ماكي كيريوكا)

### أوفا أنمي
- الخادم الأسود Book of Murder

### أفلام أنمي
- إينازوما إليفن: هجوم الجيش الأقوى أوغر (بالتعاون مع ناتسومي كاميوكا وكازومي ميتومي)
- إينازوما إليفن غو في مواجهة دانبورو سنكي دبل (بالتعاون مع ناتسومي كاميوكا و ري كوندو)
- إينازوما إليفن غو: مباراة أحلام البعد الخارق (بالتعاون مع ناتسومي كاميوكا وشيهو تيرادا)
- الخادم الأسود: كتاب الأطلنتيك

## أعماله في ألعاب الفيديو
- كرونو تريغر (بالتعاون مع نوبوؤو أويماتسو ونوريكو ماتسويدا)
- كرونو كروس
- سلسلة ألعاب إينازوما إليفن
- زينوغيرز
- زينوساغا إيبيسود I: دير فيل زور ماخت
- زينوبليد كرونيكلز (شارة النهاية)
- زينوبليد كرونيكلز 2
- شادو هارتس
- شادو هارتس II
- ساندز أوف ديستراكشن
- لومينوس آرك
- سوما برينجر
- سوبر سماش برذرز براول
- سوبر سماش برذرز فور نينتندو 3دي إس و وي يو
- آرك رايز فانتازيا
- ليغايا 2: ديول ساغا (بالتعاون مع ميتشيرو أوشيما وهيتوشي ساكيموتو)
- سول ساكريفايس (بالتعاون مع واتارو هوكوياما)
- توبال نمبر ون
- ستيلا غلو
- كيد إيكاروس: أبرايسنغ
- تسوغوناي: أتونمنت
- 10,000 بوليتس (بالتعاون مع ميكي هيغاشينو)

## وصلات خارجية
- ياسونوري ميتسودا على موقع IMDb (الإنجليزية)
- ياسونوري ميتسودا على موقع ميوزك برينز (الإنجليزية)
- ياسونوري ميتسودا على موقع أول ميوزيك (الإنجليزية)
- ياسونوري ميتسودا على موقع ديسكوغز (الإنجليزية)
- ياسونوري ميتسودا على موقع قاعدة بيانات الفيلم (الإنجليزية)